# Jean-François Revel
Jean-François Revel (n. 19 ianuarie 1924, Marsilia, Franța – d. 30 aprilie 2006, Le Kremlin-Bicêtre, Île-de-France, Franța) a fost un filosof, scriitor și ziarist francez, membru al Academiei Franceze, figură de prim rang al anticonformismului în rândurile intelectualității franceze, virulent adversar al totalitarismului sub orice formă.

## Biografie
Jean-François Revel s-a născut la 19 ianuarie 1924 în Marsilia într-o familie originară din Franche-Compté. După absolvirea cursurilor secundare la École libre de Prvence din Marsilia cu bacalaureatul literar, se prepară în Lyon la Lycée du Parc pentru înscrierea în "Școala Normală Superioară", unde este admis în anul 1943. În timpul războiului ia parte activă la mișcarea de rezistență împotriva ocupației naziste sub numele conspirativ "Ferral" și, după eliberare, ocupă timp de câteva luni funcția de însărcinat pe lângă "Comisariatul Republicii" în regiune Rhône-Alpes. Își începe cariera didactică în Algeria (1947-1948), apoi la liceul și Institutul francez din Mexico City (1950-1952) și, în sfârșit, la Institutul francez și Facultatea de litere din Florența (1952-1956). Reîntors în Franța, obține titlul de profesor agregat în Filosofie (1956).
În 1963 renunță la activitatea universitară, pentru a se consacra definitiv carierei de ziarist și scriitor. Cariera sa literară începuse deja în 1957 cu romanul Histoire de Flore și eseul Pourquoi des philosophes ?, în care polemizează pentru prima oară cu marxismul. Într-un timp în care majoritatea covârșitoare a intelectualității franceze avea o fermă orientare de stânga, pro-sovietică și anti-americană, în mare măsură sub influența lui Jean-Paul Sartre, Revel - până în 1970 el însuși socialist în cluburile republicane conduse de François Mitterand - denunță cu fermitate începând cu eseul politic de mare succes Ni Marx ni Jésus (1970) totalitarismul sovietic și analizează critic dogmatismul marxist-leninist, atrăgându-și invectivele presei de stânga.
Revel a fost consilier literar al editurilor René Julliard și Robert Laffont până în 1978, an în care devine director și editorialist al săptămânalului L'Express, post din care demisionează în 1981 în urma unor diferențe de opinie cu Jimmy Goldsmith, proprietarul revistei. În 1982 devine cronicar al publicației Le Point, post pe care îl va ocupa până la moartea sa.
La 19 iunie 1997, Revel este ales membru al Academiei Franceze. În același an își publică memoriile sub titlul Le voleur dans la maison vide. A fost distins cu titlul de ofițer al "Legiunii de Onoare" (Franța), ofițer al ordinului "Cruz de Sul" (Brazilia), comandor al ordinului "Isabela Catolica" (Spania).
Jean-François Revel a fost căsătorit într-un prim mariaj cu pictorița Yahne Le Toulemin. Fiul lor, Matthieu Ricard, este călugăr budist, cu care J.-F. Revel a dialogat în cartea cu titlul Le Moine et le Philosophe (1997). A doua soție a fost jurnalista Claude Sarraute, fiica cunoscutei scriitoare Nathalie Sarraute.
J.-F. Revel a decedat în noaptea de 30 aprilie 2006, în spitalul Kremlin-Bicêtre (Val-de-Marne) și a fost înmormântat în cimitirul Montparnasse din Paris.

## Selecție a principalelor publicații
- Pourquoi des philosophes ? (1957)
- Sur Proust (1960)
- La Cabale des dévots (1962)
- Ni Marx ni Jésus (1970)
- La Tentation totalitaire (1976)
- Descartes inutile et incertain (1977)
- Comment les démocraties finissent (1983)
- Le Terrorisme contre la démocratie (1987)
- La Connaissance inutile (1988), ("Cunoașterea inutilă", 1993 Ed. Humanitas, București)
- Le Regain démocrtique (1992), ("Revirimentul democrației", 1995 Ed. Humanitas, București)
- Histoire de la philosophie occidentale, de Thalès à Kant (1994)
- La grande parade. Essai sur la survie de l'utopie socialiste (2000), ("Marea paradă. Eseu despre supraviețuirea utopiei socialiste", 2002 Ed. Humanitas, București)
- L'obsession anti-américaine (2002)

## Citate
- L'idéologie, c'est ce qui pense à votre place ("Ideologie înseamnă ceea ce gândește în locul tău")
- Je n'ai combattu le communisme au nom des idées libérales; je l'ai combattu au nom de la dignité humaine ("Nu am combătut comunismul în numele ideilor liberale, ci în numele demnității umane")